# Vara (comuna)
Vara (em sueco: Vara kommun) é uma comuna da Suécia localizada no condado da Gotalândia Ocidental. Sua capital é a cidade de Vara. Possui 697 quilômetros quadrados e segundo censo de 2018, havia 15 952.